# Rafaela Spanoudaki-Chatziriga
Rafaela Spanoudaki-Chatziriga (Rodas, 7 de junio de 1994) es una velocista griega especializada en las categorías de 60, 100 y 200 metros lisos. Ha sido campeona de Grecia en las modalidades de 60 metros (2016, 2018 y 2019) y 100 metros (2018 y 2019).

## Carrera
Debutante profesionalmente en 2017, su primera experiencia internacional fue en Belgrado (Serbia), en la cita por el Campeonato Europeo de Atletismo en Pista Cubierta. Fuera de ser todo lo esperada posible, su participación en la prueba de 60 metros lisos se saldó con una descalificación en la primera ronda debido a que cometió una salida en falso.
Al año siguiente, en el Campeonato Mundial de Atletismo en Pista Cubierta de Birmingham no pasó de la fase clasificatoria en los 60 metros (quedó 35ª con 7,40 s.). Posteriormente, en los Juegos Mediterráneos, celebrados en la ciudad española de Tarragona, se alzó con la medalla de plata en la carrera de 100 metros, por detrás de la francesa Orlann Ombissa-Dzangue, con un tiempo de 11,53 segundos.Además, quedó quinta con el relevo griego de 4 x 100 metros en 45,11 segundos. La última prueba de 2018 tuvo lugar en Berlín, con el Campeonato Europeo de Atletismo, donde quedó eliminada con 11,63 s. en la prueba de 100 metros (16.ª), así como con el equipo de relevo, con 44,48 s., sin clasificarse para la final (quedaron 14.ª). 
En 1019, y por segunda vez en un torneo internacional, en la cita de pista cubierta de Glasgow, Spanoudaki-Chatziriga quedaba eliminada antes de una prueba por una falsa salida. A finales de junio, en los Juegos Europeos de Minsk, ganaba la medalla de bronce en los 100 metros, tras conseguir un tiempo de 11,42 segundos, por detrás de la eslovena Maja Mihalinec y la bielorrusa Krystsina Tsimanouskaya. Al ganar la medalla de bronce en la carrera de 200 metros en el Campeonato de los Balcanes, se clasificó en esta distancia para el Campeonato Mundial de Atletismo de Doha (Catar), donde fue eliminada en la primera ronda con 23,48 segundos.
Tras el parón de meses en 2020 a raíz de la pandemia del coronavirus, en 2021 comenzaron a arrancar los nuevos eventos deportivos, incluidos los Juegos Olímpicos de Tokio, postergados durante un año. El curso atlético comenzó para la atleta griega con el Campeonato Europeo de Atletismo en Pista Cubierta que se hizo en la ciudad polaca de Toruń, donde tras ser la segunda mejor de su serie, con 7,33 segundos, consiguió pasar a las semifinales de los 60 metros, quedando a las puertas de la final al acabar cuarta con 7,29 segundos.
La cosa cambió a mejor con la delegación nacional, con la que se presentó al Campeonato Europeo de Atletismo por Equipos, donde Grecia participaba en la Primera División que se celebraba en la ciudad de Cluj-Napoca, en Rumanía. Lograba sendos bronces en las carreras de 100 y 200 metros, con tiempos de 11,45 y 23,45 segundos, respectivamente.
En julio viajó con la delegación griega hasta Tokio para participar en sus primeros Juegos Olímpicos en las categorías de 100 y 200 m. Para la primera, no consiguió superar la primera ronda, quedando eliminada en la carrera 5 al quedar en quinto puesto, con 11,45 segundos. Mejor suerte tuvo para los 200 metros, pues consiguió colarse en la clasificación dentro de los mejores tiempos al acabar quinta en la serie 2, con un tiempo de 23,16 segundos. Tras el paso a semifinales, corrió en 23,38 segundos, acabando última en la misma.

## Resultados por competición

### Por temporada
| Representando a Grecia | Representando a Grecia                                         | Representando a Grecia | Representando a Grecia | Representando a Grecia | Representando a Grecia |
| ---------------------- | -------------------------------------------------------------- | ---------------------- | ---------------------- | ---------------------- | ---------------------- |
| Año                    | Competición                                                    | Lugar                  | Puesto                 | Modalidad              | Marca                  |
| 2017                   | Campeonato Europeo de Atletismo en Pista Cubierta              | Belgrado               | -                      | 60 metros              | DQ                     |
| 2018                   | Campeonato Mundial de Atletismo en Pista Cubierta              | Birmingham             | 35ª (q)                | 60 metros              | 7,40 s.                |
| 2018                   | Juegos Mediterráneos                                           | Tarragona              | 2.ª                    | 100 metros             | 11,53 s.               |
| 2018                   | Juegos Mediterráneos                                           | Tarragona              | 5.ª                    | Relevo 4 x 100 m       | 45,11 s.               |
| 2018                   | Campeonato Europeo de Atletismo                                | Berlín                 | 16.ª (q)               | 100 metros             | 11,63 s.               |
| 2018                   | Campeonato Europeo de Atletismo                                | Berlín                 | 14.ª (q)               | Relevo 4 x 100 m       | 44,48 s.               |
| 2019                   | Campeonato Europeo de Atletismo en Pista Cubierta              | Glasgow                | -                      | 60 metros              | DQ                     |
| 2019                   | Juegos Europeos                                                | Minsk                  | 3.ª                    | 100 metros             | 11,42 s.               |
| 2019                   | Campeonato de los Balcanes de Atletismo                        | Pravets                | 3.ª                    | 200 metros             | 23,16 s.               |
| 2019                   | Campeonato Mundial de Atletismo                                | Doha                   | 34.ª (q)               | 200 metros             | 23,48 s.               |
| 2021                   | Campeonato Europeo de Atletismo en Pista Cubierta              | Toruń                  | 4.ª (SF2)              | 60 metros              | 7,29 s.                |
| 2021                   | Campeonato Europeo de Atletismo por Equipos - Primera División | Cluj-Napoca            | 3.ª                    | 100 m                  | 11,45 s.               |
| 2021                   | Campeonato Europeo de Atletismo por Equipos - Primera División | Cluj-Napoca            | 3.ª                    | 200 m                  | 23,45 s.               |
| 2021                   | Juegos Olímpicos                                               | Tokio                  | 5.ª (H5)               | 100 m                  | 11,45 s.               |
| 2021                   | Juegos Olímpicos                                               | Tokio                  | 9.ª (SF2)              | 200 m                  | 23,38 s.               |
| 2022                   | Campeonato Mundial de Atletismo en Pista Cubierta              | Belgrado               | 6.ª (H5)               | 60 m                   | 7,35 s.                |
| 2022                   | Campeonato Europeo de Atletismo                                | Múnich                 | 5.ª (H3)               | 100 m                  | 11,62 s.               |
| 2022                   | Campeonato Europeo de Atletismo                                | Múnich                 | 7.ª (H1)               | Relevo 4 x 100 m       | 44,58 s.               |
| 2023                   | Campeonato Europeo de Atletismo en Pista Cubierta              | Estambul               | 6.ª (H2)               | 60 m                   | 7,43 s.                |
| 2023                   | Campeonato de los Balcanes de Atletismo                        | Kraljevo               | 6.ª (H2)               | 100 m                  | 11,78 s.               |
| 2024                   | Campeonato Europeo de Atletismo                                | Roma                   | 7.ª (H1)               | Relevo 4 x 100 m       | 44,23 s.               |

### Mejores marcas
| Disciplina                       | Marca    | Lugar       | Fecha                 |
| -------------------------------- | -------- | ----------- | --------------------- |
| 60 metros lisos (pista cubierta) | 7,23 s.  | El Pireo    | 12 de febrero de 2021 |
| 100 metros lisos (exterior)      | 11,27 s. | Vari        | 26 de mayo de 2018    |
| 200 metros lisos (exterior)      | 23,11 s. | Patras      | 6 de junio de 2021    |
| 4 x 100 metros relevos           | 44,05 s. | Cluj-Napoca | 19 de junio de 2021   |